# Kostel svatého Víta (Morašice)
Původně gotický kostel svatého Víta se nalézá uprostřed hřbitova na jihovýchodním okraji obce Morašice v okrese Chrudim. Kostel svatého Víta je od roku 1958 chráněn jako nemovitá kulturní památka ČR.
Kostel má status filiálního kostela děkanství v Heřmanově Městci.

## Historie
Kostel má souvislost s nedalekou tvrzí, ze které se dochovaly pouze terénní náznaky.
Kostel svatého Víta byl postaven v raně gotickém slohu v prvních desetiletích 14. století. Již roku 1349 je uváděn jako kostel farní, o rok později je morašická fara převedena k nově zřízenému litomyšlskému biskupství. Během husitských válek fara zanikla. Roku 1868 byla fara obnovena, dnes patří Morašice do heřmanoměstecké farnosti. 
Během doby byl několikrát kostel přestavován v různých stavebních slozích. Dnešní podobu dala kostelu rozsáhlá přestavba v novorománském stylu z roku 1878 pod vedením chrudimského architekta Františka Schmoranze staršího.

## Popis
Kostel svatého Víta je jednolodní, v jádru ještě gotická orientovaná stavba. Kostelní loď je obdélná, tvořená ze dvou částí. Starší raně gotická část má výrazně silnější zdivo, zevně podepřené mohutnými dvakrát odstupněnými opěrnými pilíři. V severní zdi je zazděný raně gotický profilovaný lomený vstupní portál. V portále je zazděn náhrobní kámen. 
Při poslední přestavbě byla kostelní loď prodloužena k západu o přibližně polovinu své délky. Nově přistavěná část má zdivo o cca poloviční tloušťce, zevně se pak odlišuje novogotickou úpravou fasády s jednoduchým obloučkovým vlysem pod střechou. Kostelní loď je osvětlena obdélnými okny s půlkruhovými záklenky, zaklenuta je dvěma poli barokní valené klenby s výsečemi, v západní části se nalézá dřevěná kruchta.
Lomeným vítězným obloukem s okosenými hranami je od kostelní lodi oddělen přibližně čtvercový chór s trojbokým presbytářem zvenčí bez opěrných pilířů. Chór i presbytář osvětlují jsou úzká, hrotitá okna bez kružeb. V jižní zdi presbytáře je umístěno hrotité sedile završené trojlistem, v severní zdi je přibližně čtvercové sanktuarium s trojúhelným štítem završeným kytkou, jeho ostění je zdobeno kraby a prázdnými štítky.
Přibližně čtvercová valeně zaklenutá sakristie je umístěna v severním rohu mezi lodí a presbytářem a tvoří podvěží mohutné hranolové věže. Další dvě věžní patra oddělené trámovým stropem jsou ještě gotické, původní dřevěné třetí zvonové patro bylo za poslední přestavby nahrazeno kamenným zvonovým patrem s novorománskými fasádami. Horní úrovně věže jsou přístupné po zděném schodišti přistavěném k severní zdi kostelní lodi.
Ve zvonovém patře věže je umístěna čtveřice původních zvonů (první Vít o průměru 0,95 m, výšce 0,75 m a nápisem: „LETA PANIE MDLVI TENTO ZWON SLIT GEST KE CTI K CHWALE PANU BOHU SKRZE WACLAWA FARARZE.“; druhý Zikmund o průměru 0,45 m, výšce 0,56 m a bez textu; třetí Ivan o průměru 0,42 m, výšce 0,32 m a s nápisem: „ANNO 1642 TENTO ZWON GEST ZLYT ODE MNE MARTINA EXNERA ZWONARZE W KRALOWE HRADCZY NAD LABEM.“ a čtvrtý - Umíráček), která měla být vysvěcena roku 1725 opatem Ottonem.
Ve zdi kostela je zazděno pět náhrobních renesančních kamenů.
Interiér kostela je zařízen převážně novogotickým mobiliářem datovaným do roku 1893, kromě barokní kazatelny z doby okolo roku 1700.

## Galerie

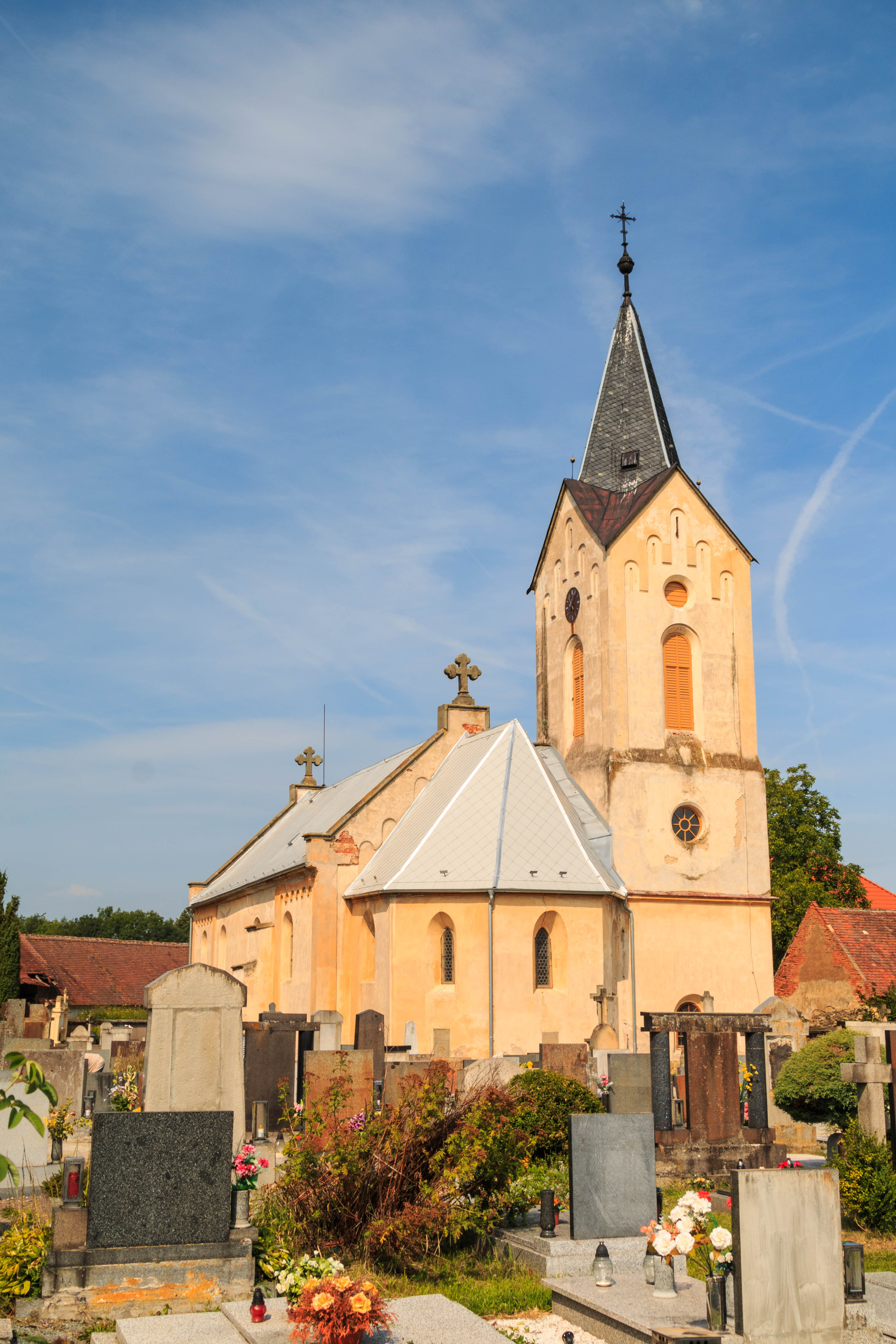
Kostel svatého Víta v Morašicích u Chrudimi
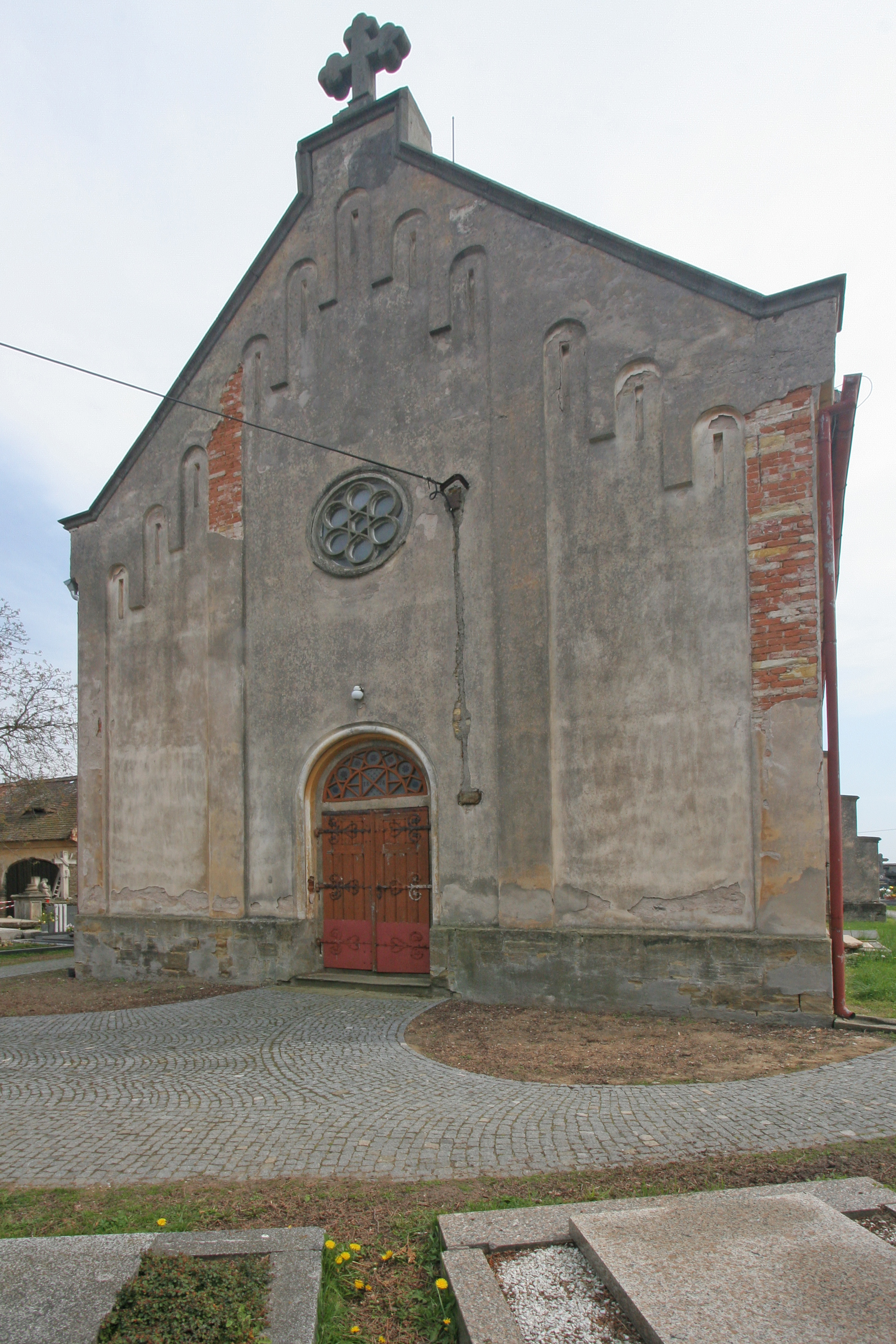
vstupní průčelí kostela
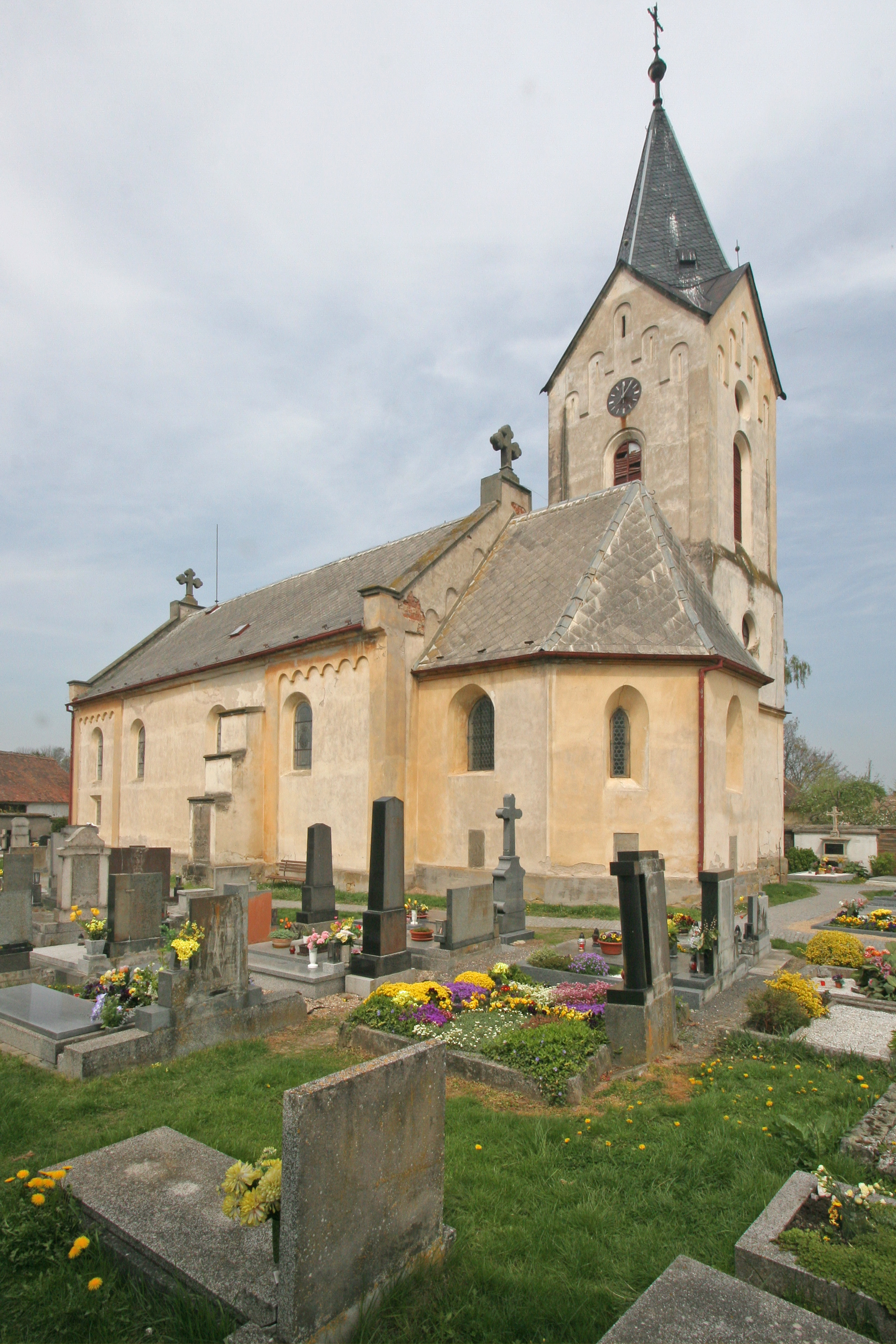
Kostel svatého Víta v Morašicích u Chrudimi
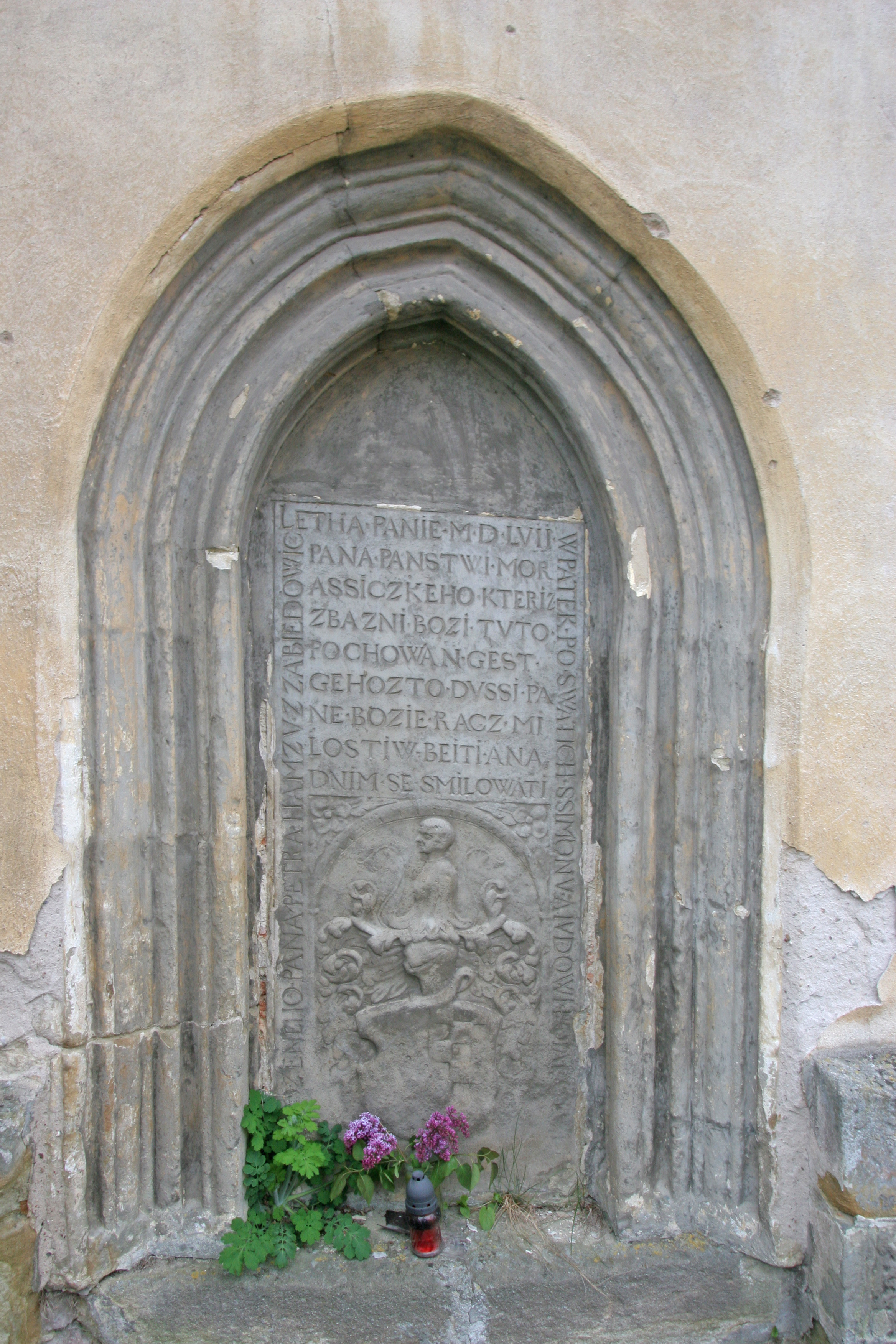
Kostel svatého Víta v Morašicích u Chrudimi - náhrobní kámen